# Am Großen Rhode
Am Großen Rhode – obszar wolny administracyjnie (gemeindefreies Gebiet) w Niemczech w kraju związkowym Dolna Saksonia, w powiecie Wolfenbüttel. Teren jest niezamieszkany.